# Ijl
Els Ijl foren una antiga tribu àrab considerada dins del grup dels Bakr ibn Wàïl i que tenien com ancestre a Ijl ibn Lujaym (conegut proverbialment per ser molt estúpid). La tribu tenia reputació d'avarícia.
Originalment vivien a la Yamama i a les rutes entre Kufa-Bàssora i la Meca. Els seus membres eren cristians i bona part van combatre amb els perses a la batalla d'Ullays el 634. Dos membres de la tribu van destacar com heretges: Mughira ibn Saïd al-Ijlí (executat a Kufa per heretge el 737) i Abu-Mansur al-Ijlí (executat el 742). Abu-Múslim fou un esclau comprat als Ijl.